# Hugo Spangenberg
Hugo Hernán Spangenberg (Buenos Aires, 22 de noviembre de 1975) es un Gran Maestro Internacional de ajedrez argentino y campeón nacional, el más joven de la historia.

## Resultados destacados en competición
Fue una vez ganador del Campeonato de Argentina de ajedrez, en el año 1993, siendo subcampeón en una ocasión en 1996 por detrás del gran maestro Pablo Ricardi.
Participó representando a Argentina en tres Olimpíadas de ajedrez en los años 1994 en Moscú, 1996 en Ereván y 1998 en Elistá.
Es jugador del Club Argentino de ajedrez, el más joven de la historia de Argentina en alcanzar el campeonato nacional con 18 años y el título de gran maestro a los 20 años.
Comenzó a destacar en los campeonatos por edades internacionales, en 1989 la Fundación Konex patrocinó su participación en Puerto Rico al Campeonato infantil de ajedrez. Ganó el II Campeonato Panamericano sub-14 en Cubatão en 1989, y alcanzó la tercera posición en el Campeonato mundial juvenil de ajedrez sub-20 en Halle en 1995.
En 2000 recibió el Premio Konex como uno de los 5 mejores ajedrecistas de la década en la Argentina.